# Erik Flügge
Erik Flügge (* 3. Mai 1986 in Backnang) ist ein deutscher Politikberater und Autor.

## Leben
Erik Flügge wuchs in Allmersbach im Tal auf und ging dort auf das Bildungszentrum Weissacher Tal. Nach seinem Abitur im Jahr 2005 absolvierte Flügge ein Studium der Germanistik und Politikwissenschaft an der Eberhard Karls Universität Tübingen, das er 2012 mit dem ersten Staatsexamen beendete.
2013 veröffentlichte er gemeinsam mit Marcus Syring seinen ersten wissenschaftlichen Band Die Erstbegegnung mit dem Politischen. 2016 erschien Der Jargon der Betroffenheit. Wie die Kirche an ihrer Sprache verreckt. 2018 veröffentlichte er gemeinsam mit David Holte das Buch Eine Kirche für viele statt heiligem Rest. 
Flügge ist Mitglied der SPD und Co-Vorsitzender AWO Köln.

## Publikationen

### Bücher
- Egoismus. Wie wir dem Zwang entkommen, anderen zu schaden. Dietz, Bonn 2020, ISBN 978-3-8012-7027-8.
- Nicht heulen, sondern handeln. Thesen für einen mutigen Protestantismus der Zukunft. Kösel, München 2019, ISBN 978-3-466-37238-6.
- als Hrsg. mit Marcus Syring: Die Erstbegegnung mit dem Politischen. Erfahrungsorientierte politische Erstkontakte in Unterricht, Schule und Lebenswelt (= Erfahrungsorientierter Politikunterricht Band 9). Prolog, Immenhausen 2013, ISBN 978-3-934575-71-4 (194 S.).
- Deutschland, du bist mir fremd geworden. Das Land verändert sich und wir uns mit? Kösel, München 2018, ISBN 978-3-466-37228-7.
- mit David Holte: Eine Kirche für viele statt heiligem Rest. Herder, Freiburg 2018, ISBN 978-3-451-38327-4.
- Der Jargon der Betroffenheit. Wie die Kirche an ihrer Sprache verreckt. Kösel, München 2016, ISBN 978-3-466-37155-6.

### Aufsätze
- mit Lucas Gerrits: Kontinuierliche Beteiligung und viele Beteiligte zugleich – ein unlösbarer Widerspruch? Ein praktischer Lösungsversuch eines Beteiligungsdilemmas durch den Jugendbeteiligungsprozess in Biberach an der Riß. In: Jörg Tremmel, Markus Rutsche (Hrsg.): Politische Beteiligung junger Menschen. Grundlagen – Perspektiven – Fallstudien. VS Verlag, Wiesbaden 2015, ISBN 978-3-658-10185-5, S. 413–434.
- mit Ansgar Drücker: Zwischen Ablehnung von Zensur und Schutz der Demokratie. In: Stephan Bundschuh, Ansgar Drücker, Thilo Scholle: Wegweiser Jugendarbeit gegen Rechtsextremismus (= Schriftenreihe. Band 1245). Bundeszentrale für politische Bildung, Bonn 2012, ISBN 978-3-8389-0245-6; Wochenschau Verlag, Schwalbach/Ts. 2012, ISBN 978-3-89974-770-6, S. 148–162.
- mit Peter Martin Thomas: Lernen kann man überall! Selbst-Entwicklung und Welt-Erschließung in einer vielfältigen Bildungslandschaft. In: Peter Martin Thomas, Marc Calmbach (Hrsg.): Jugendliche Lebenswelten. Perspektiven für Politik, Pädagogik und Gesellschaft. Springer Spektrum, Berlin/Heidelberg 2013, ISBN 978-3-8274-2970-4, S. 201–212.